# Valentina Basilico
Valentina Basilico, née le 17 avril 2003 à Desio, est une coureuse cycliste italienne. Elle participe à des compétitions de cyclisme sur route et sur piste.

## Biographie
Chez les juniors, Valentina Basilico est l'une des meilleuses coureuses sur piste de sa génération. Elle remporte des médailles que ce soit sur des courses de sprint et d'endurance. En 2020, elle est médaillée d'argent en vitesse par équipes et de bronze en course à l'américaine aux championnats d'Europe juniors. L'année suivante, elle devient championne d'Europe du scratch juniors. Aux championnats du monde juniors 2021, elle remporte quatre médailles, une d'argent sur la course aux points et trois médailles de bronze en vitesse par équipes, omnium et scratch.
En 2022, elle devient membre de l'équipe continentale UCI italienne BePink. Elle obtient cependant ses premiers succès internationaux avec l'équipe nationale lors d'une tournée en Argentin sur la Vuelta a Formosa Femenina. Avec son équipe, elle monte sur le podium à plusieurs reprises dans des courses européennes, notamment avec la deuxième place du Grand Prix de Fourmies et du classement général du Watersley Womens Challenge. Aux championnats d'Europe espoirs de 2023, elle remporte la médaille de bronze sur la poursuite par équipes.
Pour la saison 2024, elle rejoint l'équipe espagnole Eneicat-CM. Dans une série de courses au Salvador, elle gagne le Grand Prix du Salvador et une étape du Tour du Salvador. Par la suite, elle remporte une étape et le général du Tour féminin du Guatemala, ainsi qu'une étape du Tour de Colombie.

## Palmarès sur piste

### Championnats du monde
| Édition / Épreuve       | Vitesse par équipes | Course aux points | Américaine | Scratch |
| Le Caire 2021 (juniors) | Bronze              | Argent            | Bronze     | Bronze  |

### Championnats d'Europe
| Édition / Épreuve                 | Vitesse par équipes | Poursuite par équipes | Américaine | Scratch |
| Fiorenzuola d'Arda 2020 (juniors) | Argent              |                       | Bronze     |         |
| Apeldoorn 2021 (juniors)          |                     |                       |            | Or      |
| Anadia 2023 (espoirs)             |                     | Bronze                |            |         |

### Championnats nationaux
- 2021
  -  Championne d'Italie du scratch juniors
  -  Championne d'Italie d'omnium juniors

## Palmarès sur route

### Par années
- 2022
  - 2e et 3e étapes secteur B (contre-la-montre) de la Vuelta a Formosa Femenina
  - 2e du Grand Prix de Fourmies
- 2023
  - 2e du Watersley Womens Challenge
  - 3e de La Picto-Charentaise
- 2024
  - Grand Prix du Salvador
  - 2e étape du Tour du Salvador
  - Tour féminin du Guatemala :
    - Classement général
    - 1re étape

  - 4e étape du Tour de Colombie

### Classements mondiaux
| Année                                 | 2022 | 2023 | 2024 |
| ------------------------------------- | ---- | ---- | ---- |
| Classement UCI                        | 632e | 266e | 181e |
| UCI World Tour                        | nc   | 241e | nc   |
|                                       |      |      |      |
| Légende : nc = non classéSource : UCI |      |      |      |